# Foxy Teens
Foxy Teens je била је прва словеначка тинејџерска поп музичка група, која је била активна између 1996. и 2005. Године 2007. на сцени су се појавиле три нове девојке: Инес Ербус, Ника Крмец и Ким Перме. Њихов први албум је Foxy mix 2007, који се састоји од хитова из прве поставе. Њихова прва песма је Заљубена в скатерја, за коју су снимили и свој први спот. Године 2008. објавили су свој први албум под називом Гремо Фантје. Друга постава је званично завршила са радом у октобру 2013.

## Чланови

### 1996–2005
- Гејнор Џонсон (1996–2000)[3]
- Тања Жагар (1996–2005)[4][5]
- Мирна Рејнолдс (1996–2005)
- Маја Мауко (1996–2002, 2003–2005)
- Шпела Грошељ (2002–2003)[6]

### 2007-2013
- Инес Ербус (2007-2013)
- Ника Крмец (2007–2013)
- Ким Перме (2007-2010)[7]
- Катја Михелчич (2010–2012)[8]
- Тања Петрушич (2012–2013)

## Фестивали

### Мелодије мора и сунца
- 1997: Кје здај со все ночи (Мики Шарац)

### Словенска попевка
- 1999: Нај пада здај деж (Боштјан Грозник - Боштјан Грозник - Боштјан Грозник) – 1. место
- 2000: Моја симпатија (Боштјан Грозник - Боштјан Грозник - Боштјан Грозник) – 2. место
- 2001: Прва љубезен (Боштјан Грозник - Боштјан Грозник, Роберт Целестина, Мики Шарац - Мојмир Сепе) – 1. место (12.691 телефонских гласова)[9]

### Сунчане скале
- 2001: Пољубац ми дај
- 2002: Симпатија